# Angraecum viridiflorum
Angraecum viridiflorum är en orkidéart som beskrevs av Eugène Jacob de Cordemoy. Angraecum viridiflorum ingår i släktet Angraecum och familjen orkidéer.
Artens utbredningsområde är Réunion. Inga underarter finns listade i Catalogue of Life.